# Cycle monnaie-marchandise-monnaie
Le cycle monnaie-marchandise-monnaie (ou argent-marchandise-argent, ou encore cycle du capital productif) est un schéma de l'utilisation du capital dans une économie capitaliste selon lequel l'objectif du capitaliste est de générer de la richesse par la création d'une production. Originellement sous forme de monnaie, le capital est utilisé pour produire des biens, qui eux-mêmes sont payés en monnaie. Il s'agit d'un concept majeur du marxisme.

## Concept
Karl Marx s'inspire de Georg Wilhelm Friedrich Hegel pour comprendre l'apparition phénoménale de la monnaie dans le système économique, et son maintien. 
Dans le Capital (livre II), il présente un schéma de l'économie capitaliste : G-W-G (Geld-Ware-Geld), soit argent-marchandise-argent, ou monnaie-marchandise-monnaie. En d'autres termes, le capital est d'abord investi sous forme de monnaie, ce qui permet de produire un bien, qui est vendu contre de la monnaie. Pour qu'il y ait un profit, il faut que la monnaie finale soit supérieure à la monnaie de départ ; pour souligner cela, on note souvent le cycle A-M-A' (argent-marchandise-argent prime), où A' > A.
Dans ce cycle, la monnaie joue un rôle de médiation. Elle n'a pas une utilité de stockage, mais bien d'équivalent de la valeur du bien ; elle est donc un « équivalent universel ». Marx écrit ainsi que « une marchandise est échangée contre une marchandise, sous réserve simplement que cet échange est un échange médiatisé ». Toutefois, elle n'est pas uniquement un objet de médiation : la monnaie est la fin du cycle car, dans un système capitaliste, la monnaie est une fin en soi.
Pour Marx, le processus de circulation est inverse à l'origine. S'inspirant d'Aristote, il écrit que les économies précapitalistes avaient un cycle (marchandise-monnaie-marchandise, où la monnaie n'était bien qu'une médiation,. Il finit nécessairement par la marchandise, et non par la monnaie, car ce n'est que dans une société capitaliste que l'accumulation de capital devient la fin en soi. 
Le cycle A-M-A' permet à Marx de créer un début de réfutation de la loi de Say, selon laquelle l'offre crée sa propre demande. En effet, cette loi de l'économie n'est pas validée dans le cas où la vente M-A n'implique pas un achat futur A-M'. Dans ce cas, l'offre de marchandises peut être plus grande que la demande. 

## Applications

### Explication des crises économiques
Pour Marx, ce schéma explicite l'origine des crises économiques. Pour lui, une crise dans un système capitaliste est nécessairement une crise de surproduction. En effet, le vendeur d'un bien n'est jamais certain de trouver la contrepartie monétaire. M est alors supérieur à A'.

### Fétichisme de la monnaie
Joël Martine souligne que le cycle monnaie-marchandise-monnaie de Marx est une forme de critique implicite des fétiches des agents d'un système capitaliste. La monnaie est en effet alors considérée comme une fin en soi, et serait donc un objet de fascination.